# فرودگاه دیرکوو
فرودگاه دیرکوو (به انگلیسی: Dirkou Airport) یک فرودگاه همگانی است . این فرودگاه در کشور نیجر قرار دارد .